# Medina de Tetuan
La medina de Tetuan és l'antiga ciutat islàmica de Tetuan, al Marroc. És molt característica i tradicional. Les cases de la medina són gairebé totes blanques i baixes. Al llarg de la medina, hi ha artesans com teixidors, joiers, pelleters, etc. També es poden trobar molts venedors ambulants que venen catifes als turistes. Està inscrita en la llista del Patrimoni de la Humanitat de la UNESCO des del 1997.